# Pont Ducharme
Vous lisez un « bon article » labellisé en 2011.
Pour les articles homonymes, voir Ducharme.
Le pont Ducharme est un pont couvert ayant une structure en treillis de type Town élaboré traversant la rivière Bostonnais au cœur de la municipalité de La Bostonnais, au Québec (Canada). Ce pont datant de 1946 est composé d'une travée d'une longueur de 41,76 m. Il a été classé immeuble patrimonial en 2006 par le ministère de la Culture et des Communications en tant qu'exemple tardif de pont couvert de type Town élaboré, une ferme développée par le ministère de la Colonisation du Québec au tournant du XXe siècle. Il a été nommé en l'honneur de Charles Romulus Ducharme, qui était le député représentant la localité à l'Assemblée législative du Québec lors de son inauguration.

## Toponymie
Le pont Ducharme commémore Charles Romulus Ducharme (Sainte-Élisabeth, 1886 - La Tuque, 1976), qui fut député de Laviolette à l'Assemblée législative du Québec de 1936 à 1939 et de 1944 à 1967 pour l'Action libérale nationale et l'Union nationale.

## Caractéristiques
Le pont est situé sur la rue de l'Église à La Bostonnais, au cœur du hameau du même nom. Il forme, avec le pont Thiffault, l'un des deux liens entre la route 155 et le rang Sud-Est dans cette municipalité.
Le pont Ducharme a une longueur totale de 41,76 m. Il a une largeur de 6,55 m dont 5,28 m sont carrossables. Sa hauteur libre est de 4,5 m mais le gabarit à l'entrée ne permet qu'aux véhicules de moins de 3,2 m d'y entrer,. Il ne permet le passage qu'aux véhicules ayant une charge de 5 tonnes et moins.

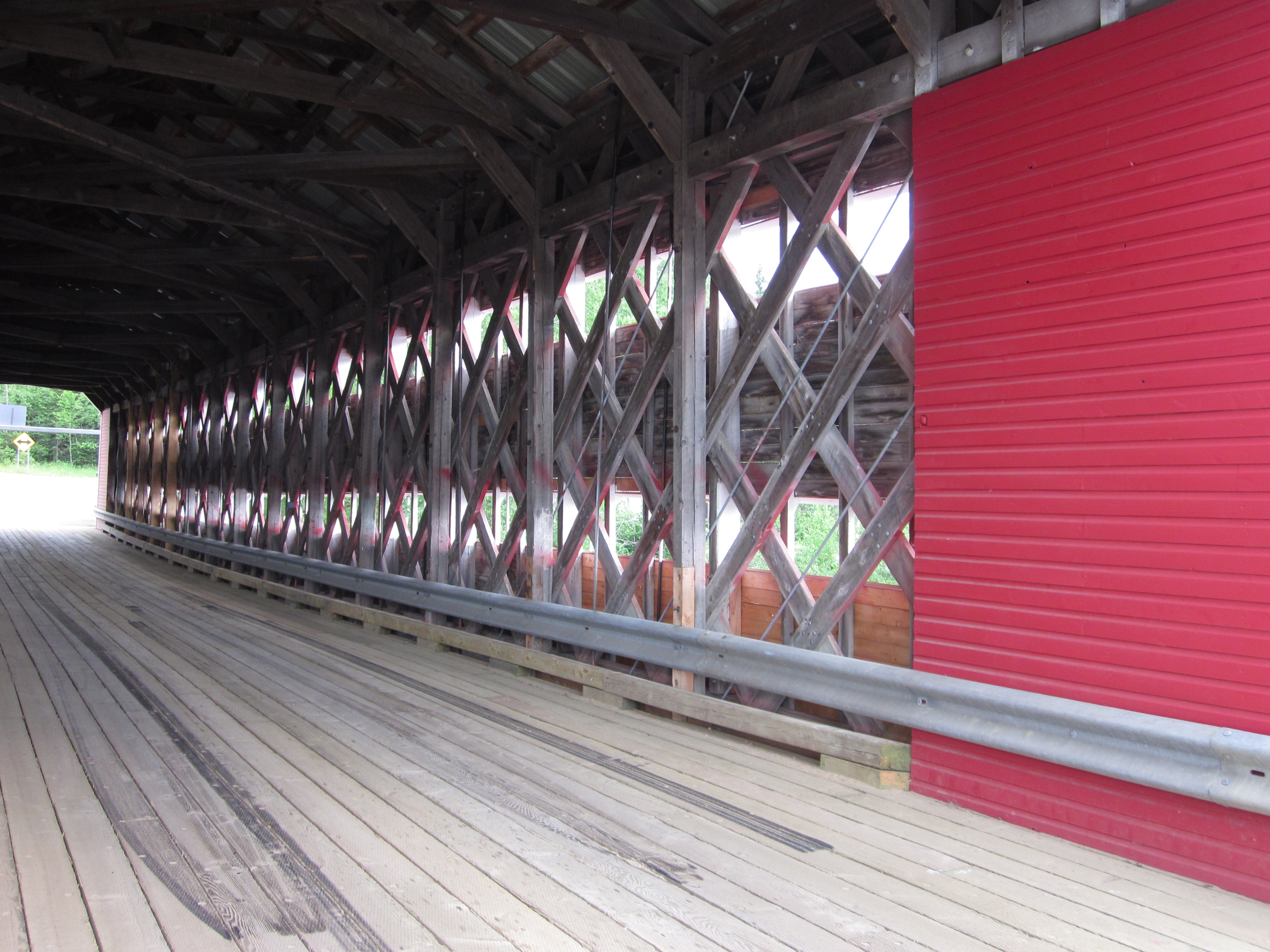
Treillis du pont Ducharme

La structure du pont Ducharme est composée de bois d'épinette. C'est un pont en treillis de type Town élaboré, un type de treillis qu'on ne retrouve qu'au Québec,. La ferme Town a pour particularité d'être composée d'un treillis maillé de madriers à un angle variant entre 45 et 60 degrés et retenu par des chevilles à chacun des nœuds. La présence de deux cordes de bois aux extrémités assure la solidité de l'assemblage. Pour ce qui est de la version « Town élaboré », elle a été développée par le ministère de la Colonisation du Québec vers 1905. Dans le but de rendre le pont encore plus économique et facile à construire, les ingénieurs du ministère décidèrent de réduire la largeur des madriers et de remplacer les chevilles de bois par des clous. Pour pallier la perte de résistance, on rajouta des poteaux verticaux à tous les 2,4 m. L'augmentation des charges des véhicules et le relâchement de l'assemblage clouté contribuèrent à l'affaiblissement de ces ponts. Pour rectifier ce problème, les ingénieurs du ministère ont rajouté des tirants doubles en acier rattachés aux cordes du treillis. Il s'agissait de la manière la plus simple et la moins couteuse de corriger ce problème.
Le toit du pont est à deux versants recouverts de tôle ondulée. Le lambris du pont est composé de planches à clins peintes en rouge; plusieurs détails comme les planches cornières et les chambranles sont quant à eux peints en blanc. Les linteaux des deux côtés sont à angles obliques et il possède deux longues ouvertures latérales,.

## Histoire

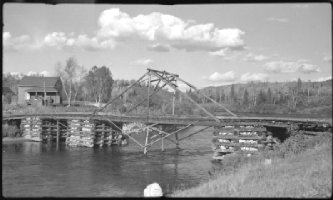
L'un des ponts temporaires qui fut remplacé par les ponts couverts.

Les habitants du canton de Bourgeoys (ancien nom de La Bostonnais) se sont établis en longeant les deux rives de la rivière Bostonnais à partir de 1932. Ils traversaient la rivière en canot. En 1940, deux ponts temporaires furent construits. En 1945, le gouvernement du Québec permet la construction de deux ponts couverts, soit les ponts Ducharme et Thiffault. Ils ont été construits par de la main-d’œuvre locale et ont été terminés l'année suivante. Ils ont été inaugurés lors d'une fête en présence du vicaire général du diocèse de Trois-Rivières, Mgr Paul-Émile Doyon, qui a béni les deux ouvrages, et du député provincial de Laviolette, Charles Romulus Ducharme, qui a coupé le ruban d’honneur,.

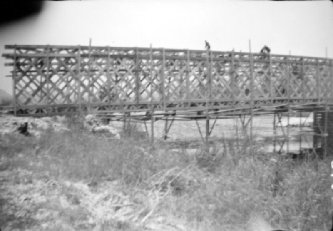
Pont Ducharme en construction (1946)

Le pont a subi peu de modifications depuis sa construction, à l'exception de l'un de ses portiques qui a perdu ses faux-cintre. Il a été restauré en 1996–1997, où l'on changea sa couleur du blanc au rouge,. Un petit parc y a été aussi aménagé par la municipalité. Il a été classé immeuble patrimonial le 9 mars 2006 par le ministère de la Culture et Communications du Québec, la plus haute protection patrimoniale de la province. Il doit cette reconnaissance en raison de sa représentativité en tant qu'exemple tardif de pont couvert de type Town élaboré. Il a subi une autre restauration en 2009 au coût de 400 000 $ CA, où on enleva les faux-cintres du second portique,.

## Culture populaire
Le pont Ducharme est mentionné dans les écrits de Félix Leclerc, qui est natif de la région. De plus, La Bostonnais utilise un pont couvert dans ses armoiries.